# Wagnerita
La wagnerita és un mineral de la classe dels fosfats, que pertany i dona nom al grup de la wagnerita. Rep el seu nom de Franz Michael von Wagner (1768-1851), una persona important en el desenvolupament de la mineria a Baviera.

## Característiques
La wagnerita és un fosfat de fórmula química Mg₂PO₄F. Cristal·litza en el sistema monoclínic. La seva duresa a l'escala de Mohs es troba entre 5 i 5,5. Es coneixen diversos politips, sent el més comú la wagnerita-Ma2bc.
Segons la classificació de Nickel-Strunz, la wagnerita pertany a «08.BA: Fosfats, etc. amb anions addicionals, sense H₂O, només amb cations de mida mitjana, (OH, etc.):RO₄ sobre 1:1» juntament amb els següents minerals: ambligonita, montebrasita, tavorita, triplita, zwieselita, sarkinita, triploidita, wolfeïta, stanĕkita, joosteïta, hidroxilwagnerita, arsenowagnerita, holtedahlita, satterlyita, althausita, adamita, eveïta, libethenita, olivenita, zincolibethenita, zincolivenita, auriacusita, paradamita, tarbuttita, barbosalita, hentschelita, latzulita, scorzalita, wilhelmkleinita, trol·leïta, namibita, fosfoel·lenbergerita, urusovita, theoparacelsita, turanita, stoiberita, fingerita, averievita, lipscombita, richel·lita i zinclipscombita.

## Formació i jaciments
Va ser descoberta a Höllgraben, Pfarrwerfen, a Salzburg, Àustria, on sol trobar-se associada a altres minerals com: quars, magnesita, latzulita, clinoclor i breunnerita. Als territoris de parla catalana se n'ha trobat a Argelers de la Marenda, una comuna de la comarca del Rosselló, a la Catalunya Nord, així com al Cap de Creus, a la localitat de Cadaqués, a la província de Girona (Catalunya).